# Gothamie Weerakoon
Gothamie Weerakoon (em cingalês:  ගෝතමී වීරකෝන්) é uma botânica, liquenóloga e ambientalista do Sri Lanka.

## Infância e educação
Depois de completar a sua educação primária na Devi Balika Vidyalaya em Colombo, frequentou a Universidade de Colombo, concluindo o seu doutoramento em 2013 na Universidade Sri Jayawardenepura.

## Carreira
Ela realizou pesquisas sobre líquenes do sul da Ásia, descobrindo mais de 100 novas espécies endémicas do Sri Lanka. Algumas das espécies que ela descobriu incluem Heterodermia queesnberryi e Polymeridium fernandoi. Em 2015 escreveu Fascinating Lichens of Sri Lanka, que fornece dados sobre espécies de líquens endémicas do Sri Lanka.